# Lago de Guadalupe
El Lago de Guadalupe es un cuerpo de agua y presa que forma parte de la cuenca del río Moctezuma. Se encuentra localizado en la ciudad de Cuautitlán Izcalli, en Estado de México. En el mismo, se desembocan el río Cuautitlán, río San Pedro, río Chiquito, río Grande, río Xinté, y río El Muerto. Es el segundo cuerpo de agua más importante en la región del Valle de México.

## Historia
Su historia, aunada a la región de Cuautitlán, data de hace más de dos mil años, cuando era el lugar de asentamiento de grupos indígenas que inicialmente se dedicaban a actividades nómadas como la cacería y la recolección. Algunos de estos conjuntos incluían a Teotihuacanos, Olmecas, Toltecas, y Chichimecas. En 1521, después de la conquista de México a manos del reino de España, los indígenas perdieron sus territorios de asentamiento, los cuales pasaron a ser propiedad de los colonizadores. El conquistador español Hernán Cortes, le entregó el pueblo de Cuautitlán a Alonso de Ávila, quien posteriormente se lo regalo a su hermano, Gil González Dávila. Fue justamente por órdenes de este último que el lago adquirió el nombre de «Lago de Guadalupe», en honor a la aparición mariana de Nuestra Señora de Guadalupe. Luego de que los entonces pobladores vivieran aprisionados y sometidos a enseñanzas de religión católica por frailes franciscanos, no fue sino hasta 1827 tras la consumación de la guerra de independencia, que se comenzaron a originar nuevos pueblos en la región.
Entre 1936 y 1943, se decidió realizar una presa en el lago, para así poder controlar las constantes inundaciones que ocurrían en varios de los pueblos aledaños a sus orillas, ya que ponían en riesgo la vida de sus habitantes.
El 31 de julio de 1971, se inició la planeación de una nueva ciudad conocida como Cuautitlán Izcalli. Para su creación, se adquirió parte del territorio de algunos municipios ya existentes, como Cuautitlán, al que el lago pertenecía, Tepotzotlán, Tultitlán y Atizapán de Zaragoza. De esta forma, el Lago de Guadalupe pasó a formar parte del municipio de Cuautitlán Izcalli, luego de su fundación oficial llevada a cabo el 22 de junio de 1973.
El 13 de octubre de 2004, el gobierno del Estado de México decretó al lago como un parque estatal de área protegida, renombrando al sitio como «Santuario del Agua y Forestal Presa Guadalupe». En ese entonces, su extensión era de 1,750 hectáreas, sobre las que solo contando el perímetro del cuerpo de agua, llegaba a 17.5 km. Lo anterior se hizo con la finalidad de evitar la degradación ambiental y asegurar una sustentabilidad ambiental, así también como para captar y almacenar el agua pluvial, y proteger los mantos freáticos y la biodiversidad del lago.
En 2018, el área fue restaurada por la Dirección de Medio Ambiente de Cuautitlán Izcalli, y la Comisión de Cuenca Presa de Guadalupe (CCPG), quienes además le dieron el nuevo nombre de «Parque Estatal Santuario del Agua y Forestal Presa de Guadalupe»; en adición, delimitaron el lago y su nueva extensión quedó establecida en 7 mil 054 hectáreas, 95 áreas, 19.63 centiáreas.

## Biodiversidad
De julio de 1995, a marzo de 1996, se reportó el avistamiento de una gran variedad de diferentes especies de aves, aunque se desconoce cuáles de ellas continuaron frecuentando el lago en años posteriores. Las aves registradas fueron:
- Zambullidor pico grueso
- Zambullidor orejudo
- Garza morena
- Garza ganadera
- Butorides striatus
- Garceta azul
- Pato golondrino
- Pato chalcuán
- Pato cucharón-norteño
- Cerceta ala verde
- Cerceta ala azul
- Cerceta canela
- Pato de collar
- Pato boludo-menor
- Pato pico anillado
- Spizaetus melanoleucus
- Cernícalo americano
- Gallineta común
- Playero alzacolita
- Agachadiza común
- Tórtola cola larga
- Paloma huilota
- Colibrí berilo
- Colibrí pico ancho
- Colibrí magnífico
- Ceryle alcyon
- Carpintero mexicano
- Mosquero negro
- Papamoscas llanero
- Tirano gritón
- Chivirín cola oscura
- Mirlo dorso canela
- Cuitlacoche pico curvo
- Carduelis psaltria
- Carpodacus mexicanus
- Dendroica coronata
- Guiraca caerulea
- Bolsero encapuchado
- Tordo ojo rojo
- Picogordo tigrillo
- Pipilo fuscus
- Gorrión ceja blanca
- Wilsonia pusilla
- Gorrión casero
- Casmerodius albus
- Calidris maritima
- Colibrí garganta azul
- Perlita azulgris
- Reyezuelo matraquita
- Bolsero de Baltimore
- Gorrión cantor

### Composición espacial y temporal de aves acuáticas y rapaces en el Lago de Guadalupe: humedales del centro de México[11]
Los humedales cumplen una importante función ecológica como hábitats para diversos grupos de aves, en específico las de hábitos acuáticos. A pesar de su alta diversidad, en México existen escasos estudios sobre la composición y dinámica de la comunidad de aves en humedales. Un estudio publicado en la prestigiosa revista científica Cuadernos de Investigación UNED sobre la composición espacial y temporal de aves acuáticas y rapaces en humedales del centro de México permitió evaluar la dinámica espacial y temporal de la comunidad de aves acuáticas y rapaces en lo humedales de Lago de Zumpango, Lago de Guadalupe, Lago Nabor Carrillo y Parque Estatal Ecológico, Turístico y Recreativo Sierra Hermosa. Esta investigación permitió identificar un total de 105 especies de aves. Los valores más altos de diversidad se encontraron en el Lago de Zumpango (91 especies) y en el Lago Nabor Carrillo (91). La mayoría de estas especies son migratorias (63%), mientras que 30% son residentes, y 7% son introducidas. Se encontraron diferencias espaciales y temporales significativas (p<0,05) en la composición de la comunidad de aves. Conclusión: La mayor diversidad fue en Lago de Zumpango y Lago Nabor Carrillo, y la mayoría fueron especies migratorias.